# Mormanno
Mormanno est une commune de la province de Cosenza, dans la région de Calabre, en Italie. 

## Géographie

### Communes limitrophes
Laino Castello, Morano Calabro, Orsomarso, Papasidero, Rotonda, Saracena

## Administration
| Période      | Période  | Identité         | Étiquette                                 | Qualité |
| ------------ | -------- | ---------------- | ----------------------------------------- | ------- |
| 13 juin 2022 | En cours | Paolo Pappaterra | liste civique "Avanti Mormanno con Forza" |         |